# Мисисипски щатски университет
Мисисипският щатски университет (на английски: Mississippi State University) е държавен университет в град Старквил, щата Мисисипи.
С над 23 000 студенти, университетът е първи по брой на студенти в щата и разполага с най-големия бюджет за научни изследвания. Кампусът, разполагащ се на 17 квадратни километра, е един от най-големите в страната.
Основан е 1878 г. като Мисисипски селскостопански и машинен колеж и днес предлага  над 180 бакалавърски, магистърски и докторантски специалности.

## История
На 2 юли 1862 г., по време на гражданската война, президентът Линкълн подписва закона "Морил" (Morill Land-Grant Act), който отрежда държавна земя за изграждането на висши учебни заведения.
През 28 февруари 1878 г., щатското правителство на Мисисипи решава да се възползва от средствата предвидени в "Морил" и основава Мисисипския селскостопански и машинен колеж (Mississippi Agricultural & Mechanical College) върху парцел федерална земя в близост до Старквил. 
Първите студенти са приети през 1880 г., а за президент на институцията е избран генерал Стивън Лий, участвал в гражданската война от страната на южните щати.
След влизането в сила на закона Смит-Левър (Smith–Lever Act of 1914), който разширява броя на предметите преподавани в университетите създадени върху държавна земя, мисията на университета се разширява и броят на факултетите се увеличава.
През 1932 г., институцията е преименувана на Мисисипски щатски колеж (Mississippi State College), а през 1958 г., след въвеждането на магистърски и докторантски програми, на колежа официално е отреден статут на университет.
През 60-те, по време на студената война, университетът разработва експериментални самолети за американската армия.
През 1973 г., факултетът по архитектура отваря врати, а през 1977 г. факултетът по ветеринарна медицина е открит. Преди края на десетилетието, университетът създава и факултет по счетоводство.
През май 1989 г., президентът Буш посещава университета за да даде официалната реч пред завършващите випусници.
През 90-те, университетът разработва самолети за частния пазар в сътрудничество с Хонда.
През 1996 г. е създадена лаборатория за суперкомпютри (High Performance Computing Collaboratory) в сътрудничество с Националната научна фондация, която днес обединява усилията на няколко института из страната с цел развитието на компютърните науки.
През 2002 г. е открит Центъра за напреднали превозни средства (Center for Advanced Vehicular Systems), който разработва автономни автомобили и прави проучвания в сферата на материалознанието.
От 2012 г., университетът е официално седалище на библиотеката на  президента Грант, което го прави едва шестото висше учебно заведение в страната дом на президентска библиотека.

## Класиране
Според US News & World Report, университетът се намира в топ 100 сред държавните висши учебни заведения в САЩ и топ 200 сред всички университети в страната.
„Форбс“ класира университета на 146-то място сред държавните универститети и на 305-та позиция сред всички.

## Известни възпитаници
- Джон Гришам (р. 1955), писател
- Ленърд Кресуел (1901-1966), генерал от Втората световна война, командир на морската пехота по време на Гуадалканалската кампания
- Джон Стенис (1901-1995), влиятелен сенатор от Мисисипи, известен като "Бащата на модерния американски флот"
- Съни Монтгомъри (1920-2006), влиятелен конгресмен от Мисисипи и генерал от Втората световна война
- Ерик Дампиер (р. 1975), професионален баскетболист, играл 16 сезона в НБА
- Джери Клоуър (1926-1998), комедиант, известен като "Устата на Мисисипи"
- Джордж Барнс (1895-1954), американски гангстер известен с прякора "Machine Gun Kelly", лежал в Алкатрас
- Марша Блекбърн (р. 1952), сенатор от Тенеси
- Ед Смайли (1929-2025), инженер на НАСА, спасил живота на екипажа на Аполо 13

## Галерия
- Централният площад на университета
- Статуята на входа на библиотеката
- Транзитният център
- Мидълтън Хол
- Футболният стадион
- Баскетболната зала "Humphrey Coliseum"
- Студентският вестник "The Reflector"
- Текстилният факултет в началото на XX век
- Кампусът през 1914 г.
- Библиотеката в началото на XX век